# Brani musicali dei Foo Fighters
Questa che segue è una lista dei brani musicali dei Foo Fighters, gruppo musicale rock statunitense formatosi ad Seattle nel 1994 e composto da Dave Grohl, Chris Shiflett, Pat Smear, Nate Mendel, Rami Jaffee e Taylor Hawkins.
In essa sono inclusi tutti i brani tratti dai dieci album in studio e dagli EP pubblicati dal gruppo tra il 1995 e il 2021, con l'aggiunta delle b-side pubblicate in vari singoli. Sono quindi escluse reinterpretazioni di brani originariamente composti da altri artisti, brani eseguiti dal vivo, remix o versioni alternative di brani già esistenti.
| Titolo                                   | Anno | Album di provenienza              | Autore/i                 | Note                              |
| ---------------------------------------- | ---- | --------------------------------- | ------------------------ | --------------------------------- |
| This Is a Call                           | 1995 | Foo Fighters                      | Dave Grohl               |                                   |
| I'll Stick Around                        | 1995 | Foo Fighters                      | Dave Grohl               |                                   |
| Big Me                                   | 1995 | Foo Fighters                      | Dave Grohl               |                                   |
| Alone + Easy Target                      | 1995 | Foo Fighters                      | Dave Grohl               |                                   |
| Good Grief                               | 1995 | Foo Fighters                      | Dave Grohl               |                                   |
| Floaty                                   | 1995 | Foo Fighters                      | Dave Grohl               |                                   |
| Weenie Beenie                            | 1995 | Foo Fighters                      | Dave Grohl               |                                   |
| Oh, George                               | 1995 | Foo Fighters                      | Dave Grohl               |                                   |
| For All the Cows                         | 1995 | Foo Fighters                      | Dave Grohl               |                                   |
| X-Static                                 | 1995 | Foo Fighters                      | Dave Grohl               |                                   |
| Wattershed                               | 1995 | Foo Fighters                      | Dave Grohl               |                                   |
| Exhausted                                | 1995 | Foo Fighters                      | Dave Grohl               |                                   |
| Winnebago                                | 1995 | This Is a Call                    | Dave Grohl, Geoff Turner | b-side                            |
| Podunk                                   | 1995 | This Is a Call                    | Dave Grohl               | b-side                            |
| How I Miss You                           | 1995 | I'll Stick Around                 | Dave Grohl               | b-side                            |
| Doll                                     | 1997 | The Colour and the Shape          | Dave Grohl, Foo Fighters |                                   |
| Monkey Wrench                            | 1997 | The Colour and the Shape          | Dave Grohl, Foo Fighters |                                   |
| Hey, Johnny Park!                        | 1997 | The Colour and the Shape          | Dave Grohl, Foo Fighters |                                   |
| My Poor Brain                            | 1997 | The Colour and the Shape          | Dave Grohl, Foo Fighters |                                   |
| Wind Up                                  | 1997 | The Colour and the Shape          | Dave Grohl, Foo Fighters |                                   |
| Up in Arms                               | 1997 | The Colour and the Shape          | Dave Grohl, Foo Fighters |                                   |
| My Hero                                  | 1997 | The Colour and the Shape          | Dave Grohl, Foo Fighters |                                   |
| See You                                  | 1997 | The Colour and the Shape          | Dave Grohl, Foo Fighters |                                   |
| Enough Space                             | 1997 | The Colour and the Shape          | Dave Grohl               |                                   |
| February Stars                           | 1997 | The Colour and the Shape          | Dave Grohl, Foo Fighters |                                   |
| Everlong                                 | 1997 | The Colour and the Shape          | Dave Grohl               |                                   |
| Walking After You                        | 1997 | The Colour and the Shape          | Dave Grohl               |                                   |
| New Way Home                             | 1997 | The Colour and the Shape          | Dave Grohl, Foo Fighters |                                   |
| The Colour and the Shape                 | 1997 | Monkey Wrench                     | Dave Grohl, Foo Fighters | b-side                            |
| Dear Lover                               | 1997 | My Hero                           | Dave Grohl, Foo Fighters | b-side                            |
| Stacked Actors                           | 1999 | There Is Nothing Left to Lose     | Foo Fighters             |                                   |
| Breakout                                 | 1999 | There Is Nothing Left to Lose     | Foo Fighters             |                                   |
| Learn to Fly                             | 1999 | There Is Nothing Left to Lose     | Foo Fighters             |                                   |
| Gimme Stitches                           | 1999 | There Is Nothing Left to Lose     | Foo Fighters             |                                   |
| Generator                                | 1999 | There Is Nothing Left to Lose     | Foo Fighters             |                                   |
| Aurora                                   | 1999 | There Is Nothing Left to Lose     | Foo Fighters             |                                   |
| Live-In Skin                             | 1999 | There Is Nothing Left to Lose     | Foo Fighters             |                                   |
| Next Year                                | 1999 | There Is Nothing Left to Lose     | Foo Fighters             |                                   |
| Headwires                                | 1999 | There Is Nothing Left to Lose     | Foo Fighters             |                                   |
| Ain't It the Life                        | 1999 | There Is Nothing Left to Lose     | Foo Fighters             |                                   |
| M.I.A.                                   | 1999 | There Is Nothing Left to Lose     | Foo Fighters             |                                   |
| Make a Bet                               | 1999 | Learn to Fly                      | Foo Fighters             | b-side                            |
| Fraternity                               | 1999 | Generator                         | Foo Fighters             | b-side                            |
| The One                                  | 2002 | Orange County: The Soundtrack     | Foo Fighters             |                                   |
| Win or Lose                              | 2002 | The One                           | Foo Fighters             | b-side; rifacimento di Make a Bet |
| All My Life                              | 2002 | One by One                        | Foo Fighters             |                                   |
| Low                                      | 2002 | One by One                        | Foo Fighters             |                                   |
| Have It All                              | 2002 | One by One                        | Foo Fighters             |                                   |
| Times Like These                         | 2002 | One by One                        | Foo Fighters             |                                   |
| Disenchanted Lullaby                     | 2002 | One by One                        | Foo Fighters             |                                   |
| Tired of You                             | 2002 | One by One                        | Foo Fighters             |                                   |
| Halo                                     | 2002 | One by One                        | Foo Fighters             |                                   |
| Lonely as You                            | 2002 | One by One                        | Foo Fighters             |                                   |
| Overdrive                                | 2002 | One by One                        | Foo Fighters             |                                   |
| Burn Away                                | 2002 | One by One                        | Foo Fighters             |                                   |
| Come Back                                | 2002 | One by One                        | Foo Fighters             |                                   |
| Walking a Line                           | 2002 | One by One                        | Foo Fighters             | traccia bonus                     |
| Normal                                   | 2003 | Times Like These                  | Foo Fighters             | b-side                            |
| In Your Honor                            | 2005 | In Your Honor                     | Foo Fighters             |                                   |
| No Way Back                              | 2005 | In Your Honor                     | Foo Fighters             |                                   |
| Best of You                              | 2005 | In Your Honor                     | Foo Fighters             |                                   |
| DOA                                      | 2005 | In Your Honor                     | Foo Fighters             |                                   |
| Hell                                     | 2005 | In Your Honor                     | Foo Fighters             |                                   |
| The Last Song                            | 2005 | In Your Honor                     | Foo Fighters             |                                   |
| Free Me                                  | 2005 | In Your Honor                     | Foo Fighters             |                                   |
| Resolve                                  | 2005 | In Your Honor                     | Foo Fighters             |                                   |
| The Deepest Blues Are Black              | 2005 | In Your Honor                     | Foo Fighters             |                                   |
| End Over End                             | 2005 | In Your Honor                     | Foo Fighters             |                                   |
| Still                                    | 2005 | In Your Honor                     | Foo Fighters             |                                   |
| What If I Do?                            | 2005 | In Your Honor                     | Foo Fighters             |                                   |
| Miracle                                  | 2005 | In Your Honor                     | Foo Fighters             |                                   |
| Another Round                            | 2005 | In Your Honor                     | Foo Fighters             |                                   |
| Friend of a Friend                       | 2005 | In Your Honor                     | Foo Fighters             |                                   |
| Over and Out                             | 2005 | In Your Honor                     | Foo Fighters             |                                   |
| On the Mend                              | 2005 | In Your Honor                     | Foo Fighters             |                                   |
| Virginia Moon                            | 2005 | In Your Honor                     | Foo Fighters             |                                   |
| Cold Day in the Sun                      | 2005 | In Your Honor                     | Foo Fighters             |                                   |
| Razor                                    | 2005 | In Your Honor                     | Foo Fighters             |                                   |
| FFL                                      | 2005 | Best of You                       | Foo Fighters             | b-side                            |
| Spill                                    | 2005 | Best of You                       | Foo Fighters             | b-side                            |
| Skin and Bones                           | 2005 | DOA                               | Foo Fighters             | b-side                            |
| World (Demo)                             | 2005 | Resolve                           | Foo Fighters             | b-side                            |
| The Pretender                            | 2007 | Echoes, Silence, Patience & Grace | Foo Fighters             |                                   |
| Let It Die                               | 2007 | Echoes, Silence, Patience & Grace | Foo Fighters             |                                   |
| Erase/Replace                            | 2007 | Echoes, Silence, Patience & Grace | Foo Fighters             |                                   |
| Long Road to Ruin                        | 2007 | Echoes, Silence, Patience & Grace | Foo Fighters             |                                   |
| Come Alive                               | 2007 | Echoes, Silence, Patience & Grace | Foo Fighters             |                                   |
| Stranger Things Have Happened            | 2007 | Echoes, Silence, Patience & Grace | Foo Fighters             |                                   |
| Cheer Up, Boys (Your Make Up Is Running) | 2007 | Echoes, Silence, Patience & Grace | Foo Fighters             |                                   |
| Summer's End                             | 2007 | Echoes, Silence, Patience & Grace | Foo Fighters             |                                   |
| Ballad of the Beaconsfield Miners        | 2007 | Echoes, Silence, Patience & Grace | Foo Fighters             |                                   |
| Statues                                  | 2007 | Echoes, Silence, Patience & Grace | Foo Fighters             |                                   |
| But, Honestly                            | 2007 | Echoes, Silence, Patience & Grace | Foo Fighters             |                                   |
| Home                                     | 2007 | Echoes, Silence, Patience & Grace | Foo Fighters             |                                   |
| Once & for All                           | 2007 | Echoes, Silence, Patience & Grace | Foo Fighters             | traccia bonus                     |
| If Ever                                  | 2007 | The Pretender                     | Foo Fighters             | b-side                            |
| Bangin'                                  | 2007 | The Pretender                     | Foo Fighters             | b-side                            |
| Seda                                     | 2007 | Long Road to Ruin                 | Foo Fighters             | b-side                            |
| Wheels                                   | 2009 | Greatest Hits                     | Foo Fighters             |                                   |
| Word Forward                             | 2009 | Greatest Hits                     | Foo Fighters             |                                   |
| Bridge Burning                           | 2011 | Wasting Light                     | Foo Fighters             |                                   |
| Rope                                     | 2011 | Wasting Light                     | Foo Fighters             |                                   |
| Dear Rosemary                            | 2011 | Wasting Light                     | Foo Fighters             |                                   |
| White Limo                               | 2011 | Wasting Light                     | Foo Fighters             |                                   |
| Arlandria                                | 2011 | Wasting Light                     | Foo Fighters             |                                   |
| These Days                               | 2011 | Wasting Light                     | Foo Fighters             |                                   |
| Back & Forth                             | 2011 | Wasting Light                     | Foo Fighters             |                                   |
| A Matter of Time                         | 2011 | Wasting Light                     | Foo Fighters             |                                   |
| Miss the Misery                          | 2011 | Wasting Light                     | Foo Fighters             |                                   |
| I Should Have Known                      | 2011 | Wasting Light                     | Foo Fighters             |                                   |
| Walk                                     | 2011 | Wasting Light                     | Foo Fighters             |                                   |
| Better Off                               | 2011 | Wasting Light                     | Foo Fighters             | traccia bonus                     |
| Something from Nothing                   | 2014 | Sonic Highways                    | Foo Fighters             |                                   |
| The Feast and the Famine                 | 2014 | Sonic Highways                    | Foo Fighters             |                                   |
| Congregation                             | 2014 | Sonic Highways                    | Foo Fighters             |                                   |
| What Did I Do?/God as My Witness         | 2014 | Sonic Highways                    | Foo Fighters             |                                   |
| Outside                                  | 2014 | Sonic Highways                    | Foo Fighters             |                                   |
| In the Clear                             | 2014 | Sonic Highways                    | Foo Fighters             |                                   |
| Subterranean                             | 2014 | Sonic Highways                    | Foo Fighters             |                                   |
| I Am a River                             | 2014 | Sonic Highways                    | Foo Fighters             |                                   |
| Empty Handed                             | 2015 | Songs from the Laundry Room       | Dave Grohl               |                                   |
| Saint Cecilia                            | 2015 | Saint Cecilia                     | Foo Fighters             |                                   |
| Sean                                     | 2015 | Saint Cecilia                     | Foo Fighters             |                                   |
| Savior Breath                            | 2015 | Saint Cecilia                     | Foo Fighters             |                                   |
| Iron Rooster                             | 2015 | Saint Cecilia                     | Foo Fighters             |                                   |
| The Neverending Sigh                     | 2015 | Saint Cecilia                     | Foo Fighters             |                                   |
| T-Shirt                                  | 2017 | Concrete and Gold                 | Foo Fighters             |                                   |
| Run                                      | 2017 | Concrete and Gold                 | Foo Fighters             |                                   |
| Make It Right                            | 2017 | Concrete and Gold                 | Foo Fighters             |                                   |
| The Sky Is a Neighborhood                | 2017 | Concrete and Gold                 | Foo Fighters             |                                   |
| La Dee Da                                | 2017 | Concrete and Gold                 | Foo Fighters             |                                   |
| Dirty Water                              | 2017 | Concrete and Gold                 | Foo Fighters             |                                   |
| Arrows                                   | 2017 | Concrete and Gold                 | Foo Fighters             |                                   |
| Happy Ever After (Zero Hour)             | 2017 | Concrete and Gold                 | Foo Fighters             |                                   |
| Sunday Rain                              | 2017 | Concrete and Gold                 | Foo Fighters             |                                   |
| The Line                                 | 2017 | Concrete and Gold                 | Foo Fighters             |                                   |
| Concrete and Gold                        | 2017 | Concrete and Gold                 | Foo Fighters             |                                   |
| Making a Fire                            | 2021 | Medicine at Midnight              | Foo Fighters             |                                   |
| Shame Shame                              | 2021 | Medicine at Midnight              | Foo Fighters             |                                   |
| Cloudspotter                             | 2021 | Medicine at Midnight              | Foo Fighters             |                                   |
| Waiting on a War                         | 2021 | Medicine at Midnight              | Foo Fighters             |                                   |
| Medicine at Midnight                     | 2021 | Medicine at Midnight              | Foo Fighters             |                                   |
| No Son of Mine                           | 2021 | Medicine at Midnight              | Foo Fighters             |                                   |
| Holding Poison                           | 2021 | Medicine at Midnight              | Foo Fighters             |                                   |
| Chasing Birds                            | 2021 | Medicine at Midnight              | Foo Fighters             |                                   |
| Love Dies Young                          | 2021 | Medicine at Midnight              | Foo Fighters             |                                   |